# Charles Laughton

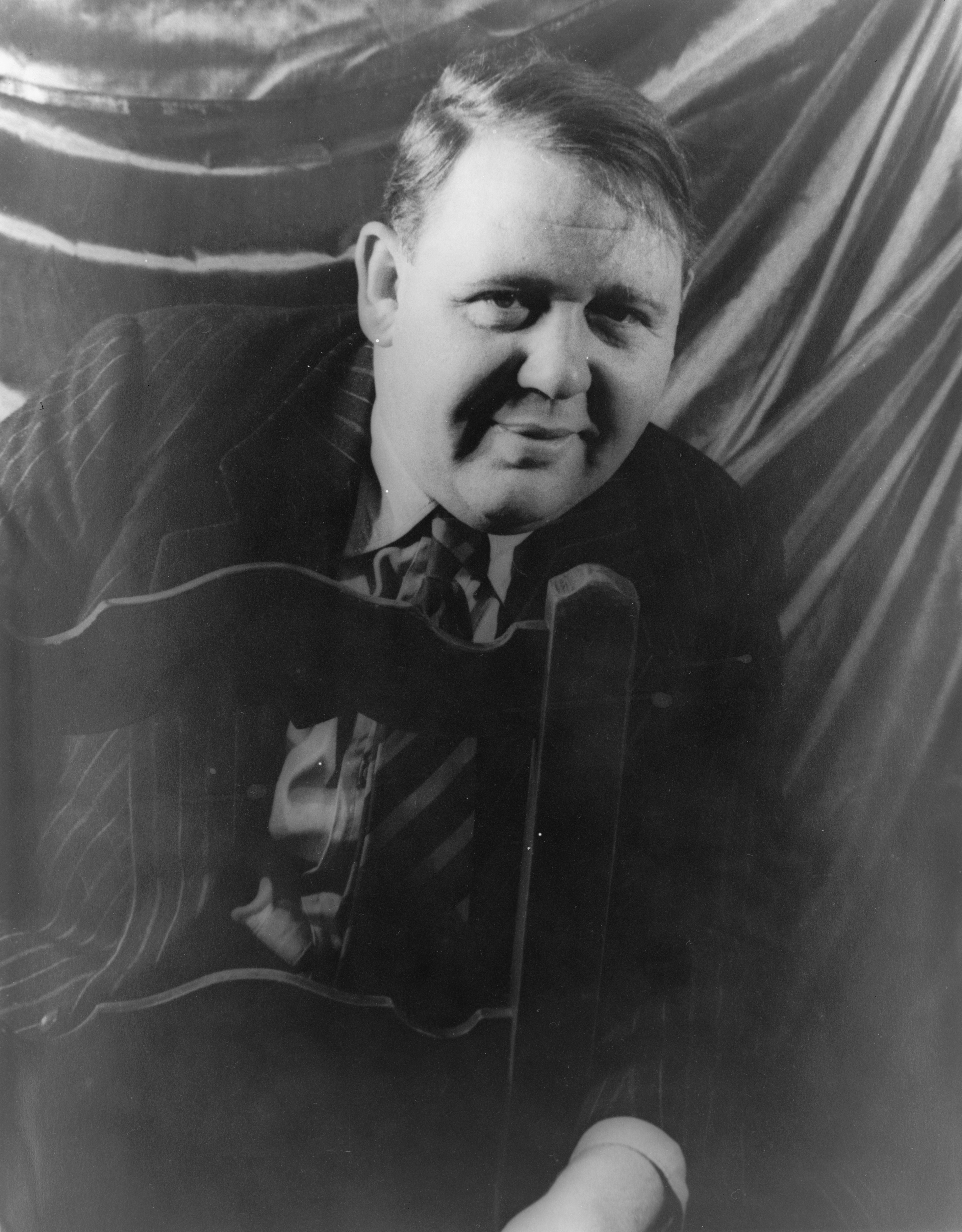
Charles Laughton, Fotografie von Carl van Vechten, 1940

Charles Laughton [ˈlɔːtn̩] (* 1. Juli 1899 in Scarborough, England; † 15. Dezember 1962 in Hollywood, Kalifornien) war ein zunächst britischer, ab 1950 US-amerikanischer Schauspieler sowie Regisseur bei Theater und Film.
Charles Laughton gehörte jahrzehntelang zu den weltweit führenden Charakterdarstellern und wurde unter anderem mit dem Oscar als bester Hauptdarsteller für Das Privatleben Heinrichs VIII. (1933) ausgezeichnet. Es folgten Hauptrollen in Filmklassikern wie Meuterei auf der Bounty, Der Glöckner von Notre Dame, Zeugin der Anklage und Spartacus. Laughtons einzige Arbeit als Filmregisseur war Die Nacht des Jägers (1955), der damals an den Kinokassen ein Flop war, heute aber bei vielen Kritikern als einer der bisher besten Filme gilt.

## Leben
Charles Laughton wurde als Sohn des Hotelier-Ehepaares Eliza (1869–1953) und Robert Laughton (1869–1924) in der englischen Grafschaft Yorkshire geboren. Er hatte einen kurzen Einsatz im Ersten Weltkrieg. Obwohl er zunächst bei seinen Eltern als Hotelier arbeitete, begann er sich schon früh für Schauspielerei zu interessieren und war Mitglied einer Gruppe von Amateurschauspielern. Nach seiner Ausbildung an der Royal Academy of Dramatic Art in London stand er erstmals 1926 professionell auf der Bühne im Londoner Barnes Theatre. Schnell konnte der junge Schauspieler mit seinen Auftritten in den Stücken The Cherry Orchard und The Three Sisters die Kritiker auf sich aufmerksam machen. 1928 spielte er in dem Stück Alibi als erster Schauspieler die Rolle des Detektivs Hercule Poirot von Agatha Christie. Sein Filmdebüt gab er ebenfalls 1928 in Daydreams (nach H. G. Wells), in dem seine spätere Ehefrau Elsa Lanchester ebenfalls mitspielte. Beide sollten bis 1957 in insgesamt elf Filmen miteinander auftreten, zuletzt unter der Regie von Billy Wilder in Zeugin der Anklage, wo Lanchester die überfürsorgliche, nervende Pflegerin von Laughtons Figur spielte.

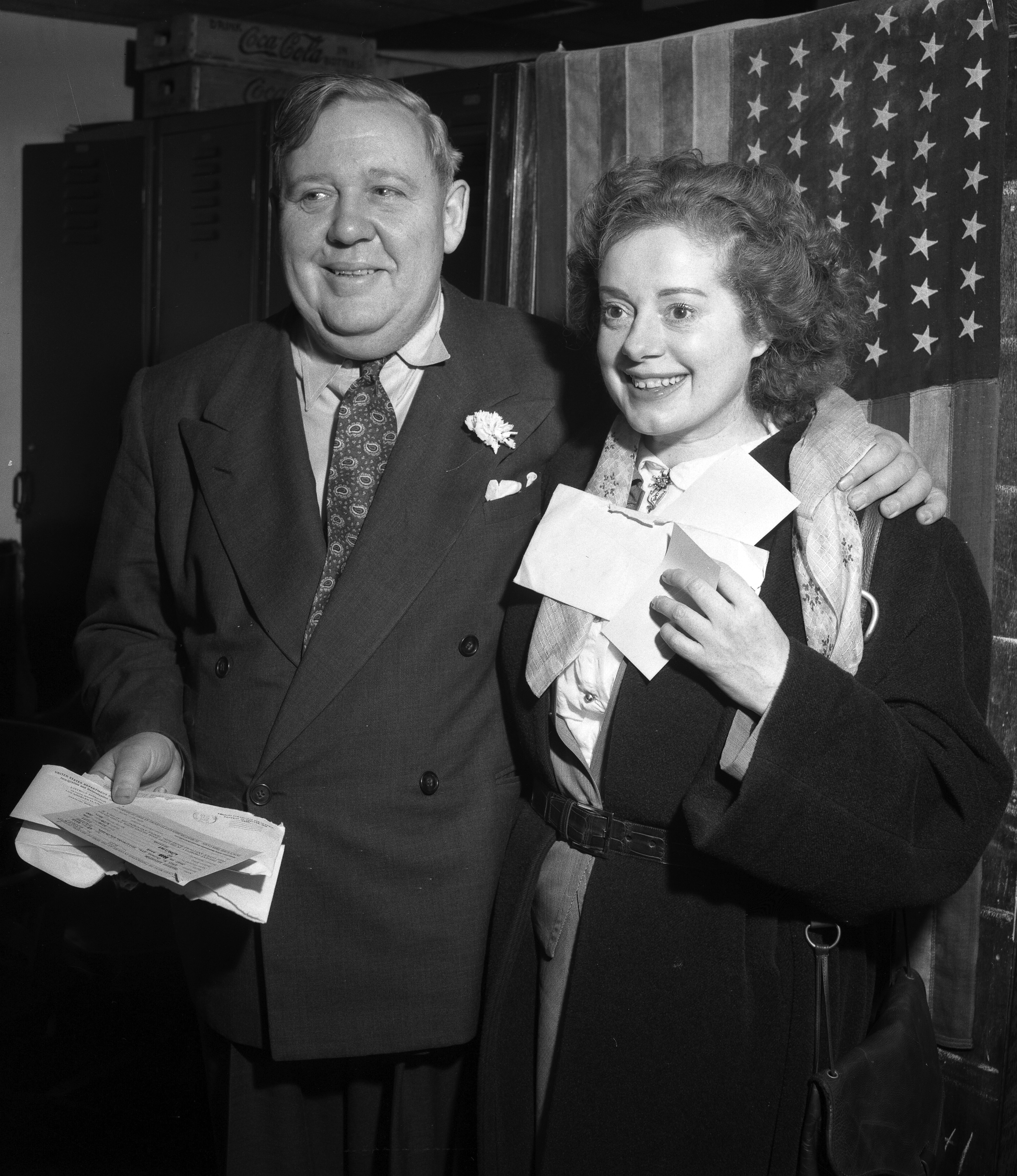
Charles Laughton und Elsa Lanchester bei ihrer US-Einbürgerung (1950)

Seine erste Zusammenarbeit mit dem Regisseur Alexander Korda war Das Privatleben Heinrichs VIII. (1933). Für diese Rolle wurde er 1934 in Abwesenheit mit einem Oscar als bester Hauptdarsteller ausgezeichnet. Es folgten unter anderem Der Tyrann (1934), Meuterei auf der Bounty (1935) und Rembrandt (1936). Diese Filme etablierten den Charakterdarsteller als Star, der schon im frühen Alter eine korpulente Gestalt hatte und häufig Rollen spielte, die deutlich älter als er selbst waren. 1935 erhielt er den New York Film Critics Circle Award für seine Leistungen als britischer Kapitän Bligh im Abenteuerfilm Meuterei auf der Bounty und als Butler Ruggles in der Komödie Ein Butler in Amerika. 1936 wurde er für seine Leistung als Antagonist in Meuterei auf der Bounty erneut für den Oscar als bester Hauptdarsteller nominiert. Die Rolle des Mr. Micawber in der MGM-Produktion von Charles Dickens’ David Copperfield (1935) gab er jedoch nach einigen Drehtagen an den Komiker W. C. Fields ab, weil er sich für nicht komisch genug hielt. Er gründete 1937 mit dem ehemaligen UFA-Chef Erich Pommer seine eigene Filmgesellschaft, die Mayflower Pictures Corporation, die drei Filme – jeweils mit ihm in einer Hauptrolle – produzierte: Vessel of Wrath (1938) mit Elsa Lanchester, basierend auf der Novelle von William Somerset Maugham (und Pommers einzige Regiearbeit), St. Martin’s Lane (1938) mit Vivien Leigh sowie Riff-Piraten (1939) unter der Regie von Alfred Hitchcock nach dem Roman von Daphne du Maurier.
In William Dieterles Film Der Glöckner von Notre Dame (1939) nach Victor Hugo lieferte er die – nach breitem Kritikerkonsens – bislang beste Darstellung des Glöckners. Der Film kam unter der Auflage in die Kinos, dass kein Plakat und Aushangbild die Maske von Laughton zeigen durfte. Es folgten unter anderem der Thriller Unter Verdacht (1944), in dem er als langleidender Ehemann seine Frau ermordet, und Das Gespenst von Canterville (1944), wo er die Titelrolle übernahm. Mit Alfred Hitchcock arbeitete Laughton zweimal zusammen, wenngleich bei Riff-Piraten (1939) und Der Fall Paradin (1947) zwei eher weniger erfolgreichen Werken des Regisseurs. In beiden Hitchcock-Filmen spielte er jeweils einen Richter, wobei der Richter aus Riff-Piraten allerdings mit den Kriminellen gemeinsame Sache macht. Weitere Auftritte hatte Laughton als Nationalsozialist in der Remarque-Verfilmung Triumphbogen (1948), als freundlicher Witwer in Das Herz einer Mutter (1951) sowie eine Wiederholung seiner Paraderolle als König Heinrich VIII. in Die Thronfolgerin (1953).
Trotz seiner Filmerfolge war Laughton immer noch regelmäßig als Theaterschauspieler zu sehen, wobei er meist zwischen dem Londoner West End und dem Broadway in New York pendelte. So arbeitete er 1947 am Broadway gemeinsam mit Bertolt Brecht an dessen Stück Leben des Galilei, das vom Leben des Galileo Galilei handelt. In der amerikanischen Erstaufführung am Coronet Theatre in Los Angeles am 30. Juli 1947 verkörperte Laughton den Galileo. Ende der 1940er-Jahre machte er eine höchst erfolgreiche Lesereise durch Amerika mit dem Produzenten Paul Gregory. In den 1950er-Jahren inszenierte Laughton als Theaterregisseur für Gregory mehrere erfolgreiche Stücke, so auch 1954 die Uraufführung des Dramas The Caine Mutiny Court-Martial, das auf dem gleichnamigen Bestseller Die Caine war ihr Schicksal von Herman Wouk basierte. 1955 drehte Laughton als Regisseur – erneut unter Gregorys Produktion – die Literaturverfilmung Die Nacht des Jägers mit Robert Mitchum als psychopathischem Mörder. Es wurde der einzige Film, bei dem Laughton Regie führte. Seinerzeit ein Misserfolg, wurde der Thriller erst Jahre nach Laughtons Tod von Filmliebhabern und -kritikern wiederentdeckt. Er gilt heute als stilistisch einzigartiges Meisterwerk. Das französische Filmmagazin Cahiers du cinéma listete Die Nacht des Jägers 2008 hinter Orson Welles’ Citizen Kane auf dem zweiten Platz der besten Filme aller Zeiten.
1958 wurde er für seine Hauptrolle in Zeugin der Anklage ein weiteres Mal für den Oscar als bester Hauptdarsteller nominiert. Das Gerichtsdrama zählt unter Kritikern zu den besten Gerichtsdramen der Filmgeschichte. Die schauspielerische Leistung Laughtons als erfahrener, trickreicher Staranwalt mit gesundheitlichen Problemen empfand Regisseur Billy Wilder als so herausragend, dass er sagte, er würde „den Film gerne ein zweites Mal drehen, und dabei sämtliche Rollen ausschließlich mit Laughton besetzen“. Dieser Meinung schlossen sich viele Filmkritiker an, die Laughton als einen brillanten Charakterdarsteller sahen. Noch Jahrzehnte nach seinem Tod bezeichnete Schauspieler Daniel Day-Lewis Laughton als einen großen Einfluss auf ihn: „Er war vielleicht der großartigste Filmschauspieler seiner Generation. Er hatte etwas Bemerkenswertes an sich. In seiner Großzügigkeit als Schauspieler fütterte er sich geradezu in seine Arbeit. Als Schauspieler kannst du deine Augen nicht von ihm lassen.“ Seine letzten Filmrollen spielte Laughton in Spartacus (1960) unter Regie von Stanley Kubrick als Volkstribun Sempronius Gracchus sowie als alter und erfahrener US-Senator im Politikdrama Sturm über Washington (1962) von Otto Preminger.
Synchronisiert wurde Laughton in den in Deutschland erschienenen Filmen von O. E. Hasse, Paul Dahlke, Bum Krüger, Fritz Tillmann, Alexander Golling, Josef Dahmen, Kurt Seifert, Leonard Steckel und Eduard Wandrey.

## Privatleben
Laughton war von 1929 bis zu seinem Tod 1962 mit der britisch-US-amerikanischen Schauspielerin Elsa Lanchester verheiratet. Die Ehe blieb kinderlos. In ihrer Autobiografie erwähnt Lanchester, der Grund dafür sei, dass Laughton homosexuell und ihre Beziehung deshalb platonisch gewesen sei.
Im Jahr 1950 nahm der Brite Laughton die US-amerikanische Staatsbürgerschaft an. Kurz vor seinem Tod stand er noch in Verhandlungen mit Billy Wilder. Der Regisseur plante, ihn für die Rolle des Moustache in seinem neuen Film Das Mädchen Irma la Douce zu besetzen. Laughton wollte die Rolle spielen, aber Wilder musste bei seinem letzten Besuch erkennen, dass sein Freund schon sehr krank war. Wilder schilderte in seinen Erinnerungen eindrücklich, wie Laughton versucht habe, seine Krebserkrankung zu verbergen. Kurz nach Wilders Besuch starb Laughton im Alter von 63 Jahren.
Charles Laughton wurde auf dem Forest-Lawn-Friedhof in Hollywood beigesetzt.

## Filmografie
- 1928: The Tonic
- 1928: Daydreams
- 1928: Blue Bottles
- 1929: Piccadilly – Nachtwelt (Piccadilly)
- 1930: Wolves
- 1931: Down River
- 1932: Die Frau im U-Boot (Devil and the Deep)
- 1932: Das Haus des Grauens (The Old Dark House)
- 1932: Zahlungsaufschub (Payment Deferred)
- 1932: Wenn ich eine Million hätte (If I Had a Million)
- 1932: Im Zeichen des Kreuzes (The Sign of the Cross)
- 1932: Insel der verlorenen Seelen (Island of Lost Souls)
- 1933: Das Privatleben Heinrichs VIII. (The Private Life of Henry VIII.)
- 1933: White Woman
- 1934: Der Tyrann (The Barretts of Wimpole Street)
- 1935: Ein Butler in Amerika (Ruggles of Red Gap)
- 1935: Die Elenden (Les Misérables)
- 1935: Meuterei auf der Bounty (Mutiny on the Bounty)
- 1936: Rembrandt
- 1937: I, Claudius
- 1938: Vessel of Wrath
- 1938: St. Martin’s Lane
- 1939: Riff-Piraten (Jamaica Inn)
- 1939: Der Glöckner von Notre Dame (The Hunchback of Notre Dame)
- 1940: They Knew What They Wanted
- 1941: Die ewige Eva (It Started With Eve)
- 1942: The Tuttles of Tahiti
- 1942: Sechs Schicksale (Tales of Manhattan)
- 1942: Stand by for Action
- 1943: Auf ewig und drei Tage (Forever and a Day)
- 1943: Dies ist mein Land (This Land Is Mine)
- 1943: The Man from Down Under
- 1944: Das Gespenst von Canterville (The Canterville Ghost)
- 1944: Unter Verdacht (The Suspect)
- 1945: Unter schwarzer Flagge (Captain Kidd)
- 1946: Ich sing’ mich in dein Herz hinein (Because of Him)
- 1947: Der Fall Paradin (The Paradine Case)
- 1947: Leben des Galilei (Kurzfilm)
- 1948: Triumphbogen (Arch of Triumph)
- 1948: Spiel mit dem Tode (The Big Clock)
- 1948: The Girl from Manhattan
- 1949: Geheimaktion Carlotta (The Bribe)
- 1949: Der Mann vom Eiffelturm (The Man on the Eiffel Tower)
- 1951: Das Herz einer Mutter (Blue Veil)
- 1951: Hinter den Mauern des Grauens (The Strange Door)
- 1952: Fünf Perlen (O. Henry’s Full House)
- 1952: Piraten wider Willen (Abbott and Costello Meet Captain Kidd)
- 1953: Salome
- 1953: Die Thronfolgerin (Young Bess)
- 1953: This Is Charles Laughton (Fernsehserie)
- 1954: Der Herr im Haus bin ich (Hobson’s Choice)
- 1955: Die Nacht des Jägers (The Night of the Hunter) (als Regisseur)
- 1956: Ford Star Jubilee (Fernsehserie, eine Folge)
- 1957–1959: General Electric Theater (Fernsehserie, drei Folgen)
- 1957: Zeugin der Anklage (Witness for the Prosecution)
- 1958: Studio 57 (Fernsehserie, eine Folge)
- 1959: A Midsummer Night’s Dream (Fernsehfilm)
- 1959: On Trial (Fernsehserie, eine Folge)
- 1959: Playhouse 90 (Fernsehserie, eine Folge)
- 1960: Unter zehn Flaggen (Sotto dieci bandiere)
- 1960: Spartacus
- 1960: Wagon Train (Fernsehserie, eine Folge)
- 1961: Checkmate (Fernsehserie, eine Folge)
- 1962: Sturm über Washington (Advise & Consent)

## Auszeichnungen
Oscars
- 1934: Oscar in der Kategorie Bester Hauptdarsteller für Das Privatleben Heinrichs VIII.
- 1936: Oscar-Nominierung in der Kategorie Bester Hauptdarsteller für Meuterei auf der Bounty
- 1958: Oscar-Nominierung in der Kategorie Bester Hauptdarsteller für Zeugin der Anklage

Weitere
- 1935: New York Film Critics Circle Award in der Kategorie Bester Hauptdarsteller für Meuterei auf der Bounty und Ein Butler in Amerika
- 1958: Golden-Globe-Nominierung in der Kategorie Bester Hauptdarsteller für Zeugin der Anklage
- 1958: BAFTA-Nominierung in der Kategorie Bester ausländischer Schauspieler für Zeugin der Anklage
- 1958: David di Donatello in der Kategorie Bester ausländischer Schauspieler für Zeugin der Anklage
- 1960: Stern auf dem Hollywood Walk of Fame für seine Filmarbeit (7021 Hollywood Blvd.)
- 1963: BAFTA-Nominierung in der Kategorie Bester ausländischer Schauspieler für Sturm über Washington